# 江苏电视台学习频道
江苏省广播电视总台学习频道，是江苏省广播电视总台的一个频道，也是中国首家省级学习类数字电视频道。原为江苏教育电视台招考频道，以播出招考资讯节目为主，但是自江苏教育电视台停播后，原来的招考频道更名为学习频道。频道按照全媒体、多平台的传播规律，适合多渠道、多平台发布的需要，满足受众碎片化的内容欣赏需求，充分融入了新媒体互动、体验、即时、社区化传播等特性。
该频道已于2023年5月15日停止播出。停播前该频道显示的下方游走字幕声明称：“除动画片外，江苏学习频道目前在播所有节目将在江苏教育频道播出，可在江苏教育频道继续收看。”

## 节目
该频道的自制节目并不算多，多以外购节目为主，自制节目包括《慧行海外》和《慧考试》。

## 收视情况
频道在江苏全省有线电视网络皆有接收，各城市的频道编号为：
- 南京178
- 无锡194
- 徐州52
- 常州74
- 苏州67
- 南通60
- 连云港173
- 淮安60
- 盐城133
- 扬州33
- 镇江70
- 泰州67
- 宿迁69

另外，中国电信iTV（限江苏地区）用户亦可接收，频道编号为26。